# Андерсон Имберт, Энрике
Энрике Андерсон Имберт (исп. Enrique Anderson Imbert; 12 февраля 1910, Кордова, Аргентина — 6 декабря 2000, Буэнос-Айрес) — аргентинский писатель

, литературовед, литературный критик. педагог. Профессор Гарвардского университета. Представитель формальной школы в литературоведении. Член Аргентинской академии литературы (1979).

## Биография
Андерсон Имберт родился в Кордове, Аргентина, в семье Хосе Энрике Андерсона и Гонорины Имберт. В 1928 году поступил в Университет Буэнос-Айреса. Ученик филолога Педро Энрикеса Уренья и философа Алехандро Корна. В 1931 году одновременно поступил на факультет философии и литературы Университета Буэнос-Айреса, который окончил в 1940 г.
С 1939 года — преподаватель Национального университета Куйо.
С 1940 по 1947 год преподавал в Национальном университете Тукумана. Одновременно, будучи убеждённым социалистом, редактировал литературный раздел социалистической газеты «La Vanguardia» в Буэнос-Айресе. В 1945 году стал доктором философии.
В 1947 году поступил на учёбу в Мичиганский университет. В 1954 году получил стипендию Гуггенхайма.
В 1965 году стал первым профессором испанской литературы в Гарвардском университете. В том же получил степень магистра искусств Гарвардского университета. Читал лекции в Гарварде до ухода на пенсию в 1980 году. В 1967 году был избран членом Американская академия искусств и наук.
Принадлежал к группе «Флорида». Выступал как романист («Стража», 1946). Известностью пользуются его рассказы (сборники «Звездная ложь», 1940, «Испытания хаоса», 1946, «Безумие играет в шахматы», 1971).
Литературоведческие труды «История испано-американской литературы» (тт. 1-2, 1954—1957), «Очерки об американских писателях» (1954), «Современная литературная критика» (1957) развивают, так называемый, принцип поколений при изучении литературного процесса Латинской Америки. Монографии «Гений и личность Сармьенто» (1967), «Своеобразие Рудена Дарио» (1967) — значительные исследования творчества крупнейших латиноамериканских писателей.

## Награды и звания
- Муниципальная литературная премия Буэнос-Айреса, 1935.
- Серебряное перо ПЕН-клуба Интернасьонал (Аргентина)
- Премия им. Эстебана Эчеверрии
- Магистр искусств (Гарвардский университет)
- Доктор философии и литературы (Университет Буэнос-Айреса)
- Докторская степень Artium Magistrum (Гарвардский университет)
- Почётный профессор Университета им. Педро Энрикеса Уреньи (Санто-Доминго)
- Доктор Honoris Causa (Национальный университет Тукумана)

### Избранные произведения
Романы
- Vigilia (1934)
- Fuga (1953)
- Evocación de sombras en la ciudad geométrica (1989)
- Amorío (y un retrato de dos genios) (1997)
- La buena forma de un crimen (1998)
- Historia de una Rosa y Génesis de una luna (1999)

Повести и рассказы
- El reino endemoniado
- El mentir de las estrellas (1940)
- Las pruebas del caos (1946)
- El grimorio (1961)
- Vigilia. Fuga. (1963)
- El gato de Cheshire (1965)
- Una plaza en el cielo
- La sandía y otros cuentos (1969)
- La locura juega al ajedrez (1971)
- La botella de Klein (1975)
- Victoria (1977)
- Dos mujeres y un Julián (1982)
- El tamaño de las brujas (1986)
- El anillo de Mozart (1990)
- ¡Y pensar que hace diez años! (1994)
- Reloj de arena (1995)
- Consenso de dos (2000)
- Consenso de tres (2002)
- Casete" (1987)
- Luna
- El suicida
- El leve pedro las últimas miradas

Антологии
- El leve Pedro (1976)
- Cuentos en miniatura (1976)
- El milagro y otros cuentos (1985)
- Páginas de Enrique Anderson Imbert seleccionadas por el autor (1985)
- Cuentos selectos — Enrique Anderson Imbert (1999)
- Cuentos escogidos
- Tabú